# Jüdischer Friedhof (Hemmerden)

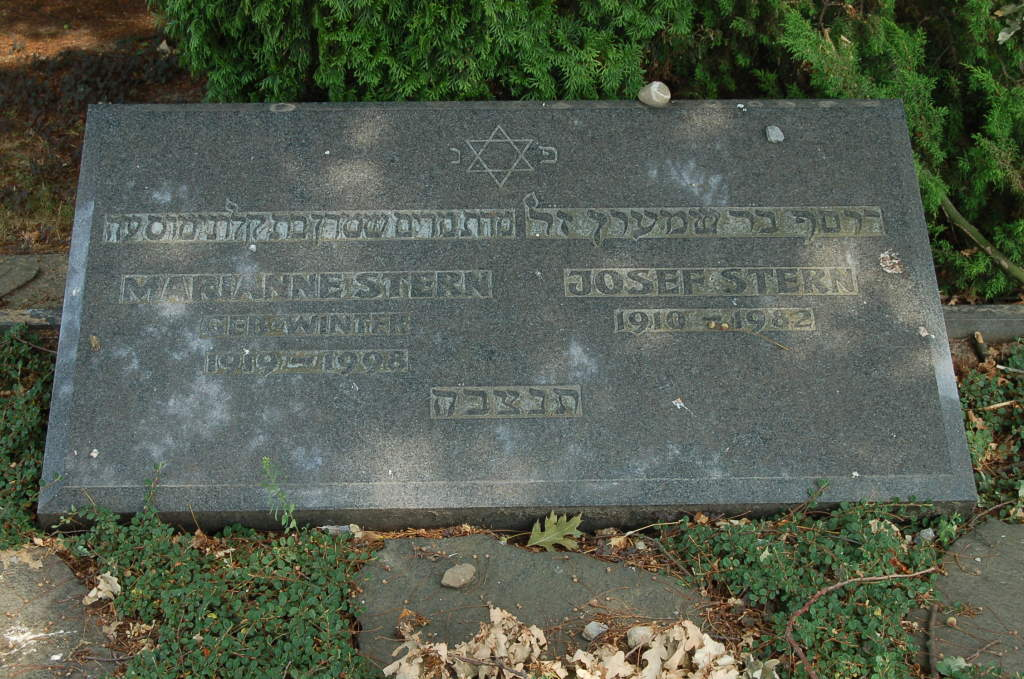
Grabstein von Marianne Stern-Winter und Josef Stern

Der Jüdische Friedhof in Hemmerden, einem Stadtteil von Grevenbroich im Rhein-Kreis Neuss in Nordrhein-Westfalen, liegt an der Straße nach Bedburdyck. Der Friedhof wurde im Film Mariannes Heimkehr. Die Jüdin, der Beamte und das Dorf beschrieben und gezeigt.

## Geschichte
Die jüdische Filialgemeinde in Hemmerden gehörte zum Synagogenbezirk Grevenbroich, an die sie 1932 angeschlossen wurde. Die Größe der Gemeinde belief sich im Jahr 1806 auf 27, 1822 auf 44, 1885 auf 17 und 1930 auf 26 Mitglieder. Ein erstes Bethaus ist 1787 belegt und 1859 ein Neubau, der 1938 verwüstet wurde. Später mehrfach umgenutzt ist das Gebäude heute ein Wohnhaus. Der Friedhof wurde Anfang des 19. Jahrhunderts angelegt. Auf ihm sind noch 39 Grabsteine (Mazewot) aus den Jahren 1809 bis 1982 vorhanden.

## Gedenkstein
Auf dem Gedenkstein ist folgende Inschrift zu lesen: 
 Den Opfern der nationalsozialistischen Konzentrationsläger 
 1933–1945
zum Gedenken
 Karl Aussen

Lima Aussen, geb. Winter

Arthur Baroch

Frieda Baroch

Elise Kaufmann

Eva Kaufmann

Sybille Kaufmann

Ernst Rübsteck

Fritz Rübsteck
 Hannelore Rübsteck 

Jakob Rübsteck

Jeanette Rübsteck, geb. Blum 

Paul Rübsteck

Sabine Rübsteck 

Henriette Sachs 

Jenni Sachs 

Meier Sachs 

Philip Sachs
 Herta Schmitz, geb. Winter

Richard Schmitz 

Julius Strauch 

Elise Theisebach, geb. Winter 

Fried Theisebach

Karl Winter

Rosa Winter, geb. Seligmann 

Hilde Wolf, geb. Daniel 

Walter Wolf

## Grabsteine

### Grabstein der Familie Aretz
Jakob Aretz
 Veronika Aretz, geb. Winter 
Zum Gedenken an 
 David Baruch 
 Hanna Baruch, geb. Aretz 

### Grabstein der Familie Cohnen
Hier ruhen unsere lieben Eltern 

Julie Cohnen, geb. Leven

geboren 6. Juli 1850, gestorben 22. Nov. 1907 

Hermann Cohnen, 

geboren 29. Juni 1854, gestorben 8. Okt. 1821

### Grabstein der Familie Stern
Marianne Stern, geb. Winter

1919–1998 

Josef Stern 

1910–1982

### Grabstein der Familie Winter

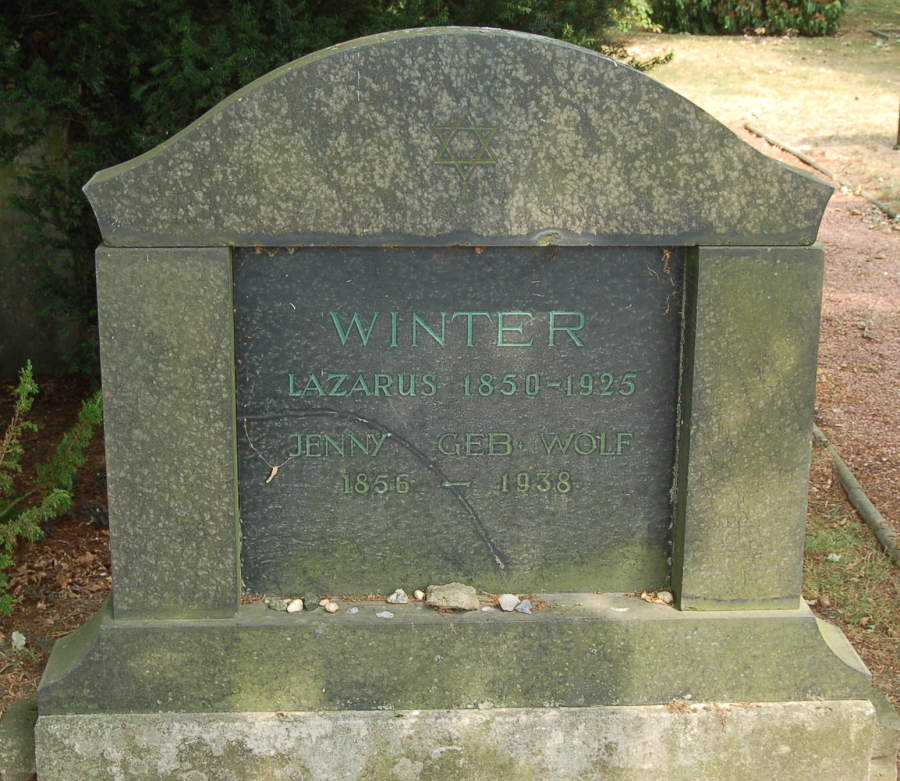
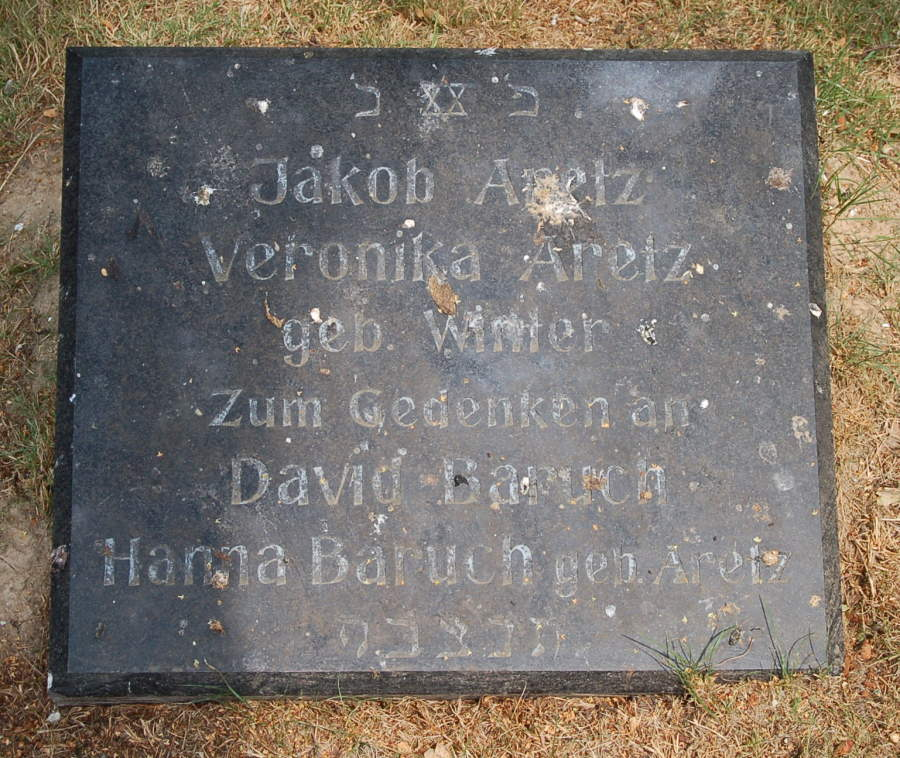
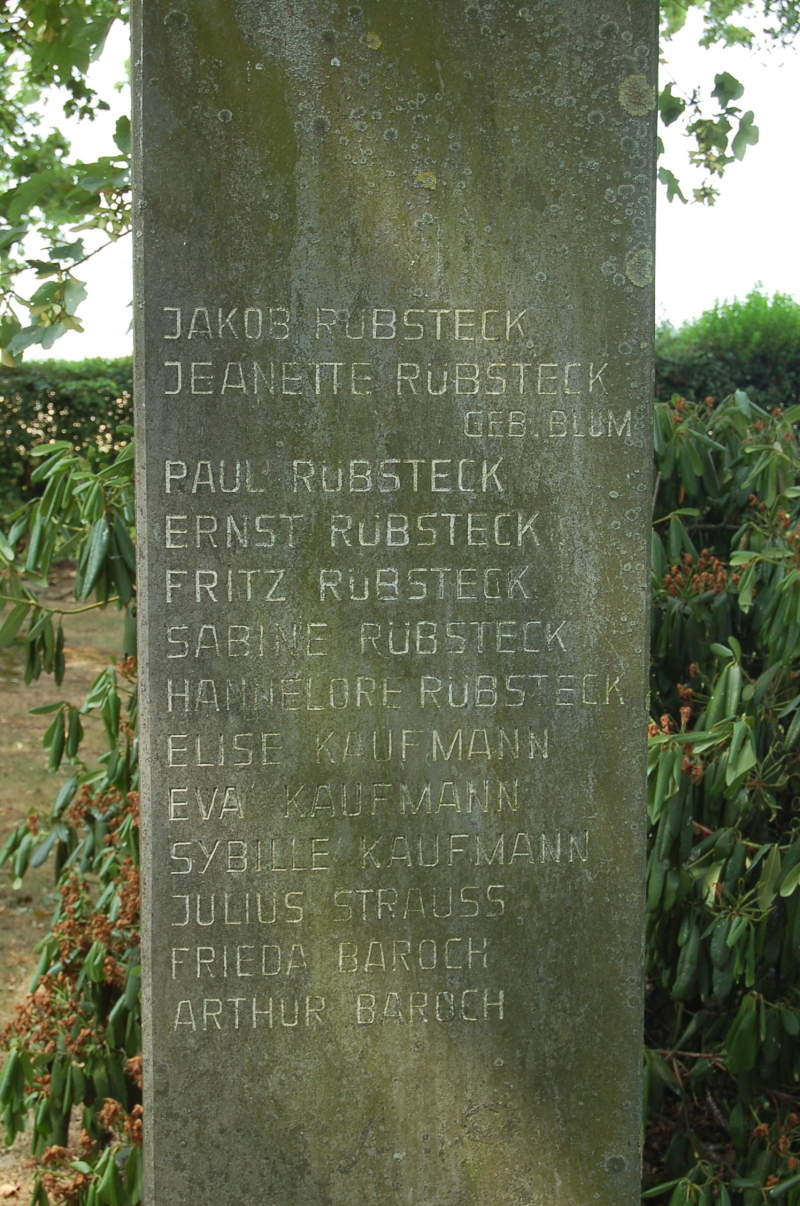
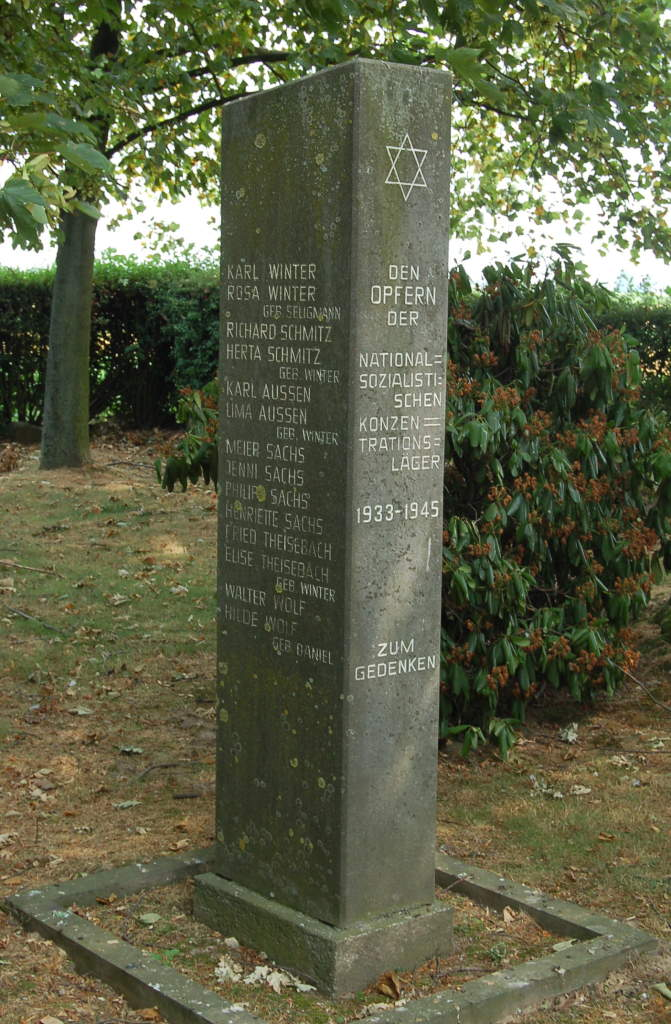
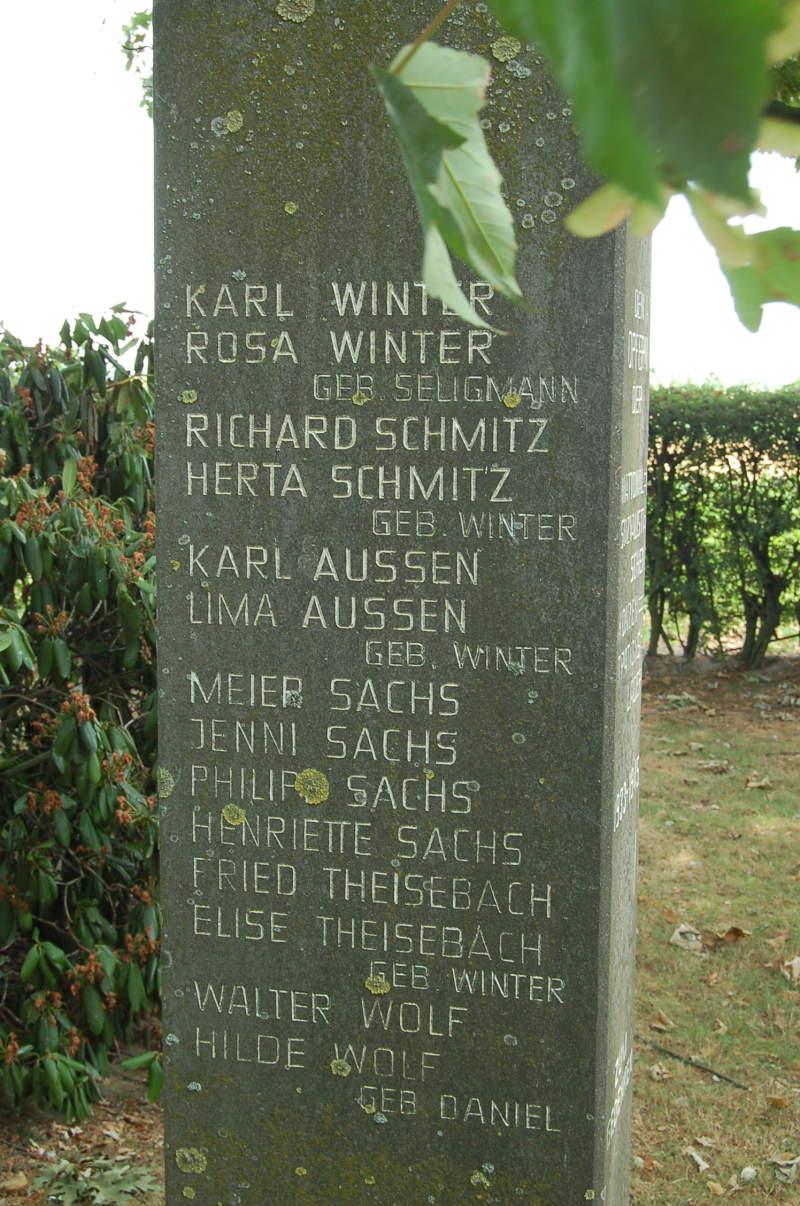

Lazarus Winter

1850–1925 

Jenny Winter, geb. Wolf

1856–1938 